# مارتین ایدن
مارتین ایدن (به انگلیسی: Martin Eden) یک از رمانهای جک لندن نویسنده آمریکایی است. این رمان در سال ۱۹۰۹ منتشر شد.
مارتین ایدن در این کتاب نویسنده ای خودآموخته‌است که سعی دارد تا از راه نویسندگی به شهرت دست یابد و با محبوبش «روت مورس» ازدواج کند. او که از طبقه کارگر برخاسته با مخالفت پدر روت روبرو است. مارتین ایدن سرانجام با رنج و زحمت به موفقیت دست می‌یابد ولی به خاطر شکست در عشق روت و سرخوردگی از جامعه بورژوازی خود را می‌کشد.
جک لندن در پرورش شخصیت مارتین از تجربه‌های زندگی خود الهام گرفت اما او را (بر خلاف خودش که سوسیالیست بود) فردگرایی مخالف سوسیالیسم توصیف می‌کند.
کتاب مارتین ایدن با استقبال نویسندگان تازه‌کار نیز روبرو شده‌است ؛ چرا که به آنان راه مقاومت و کوشش در راه نویسنده شدن، و نویسنده ای موفق شدن را می‌آموزد.